# Jacques-Davy Duperron

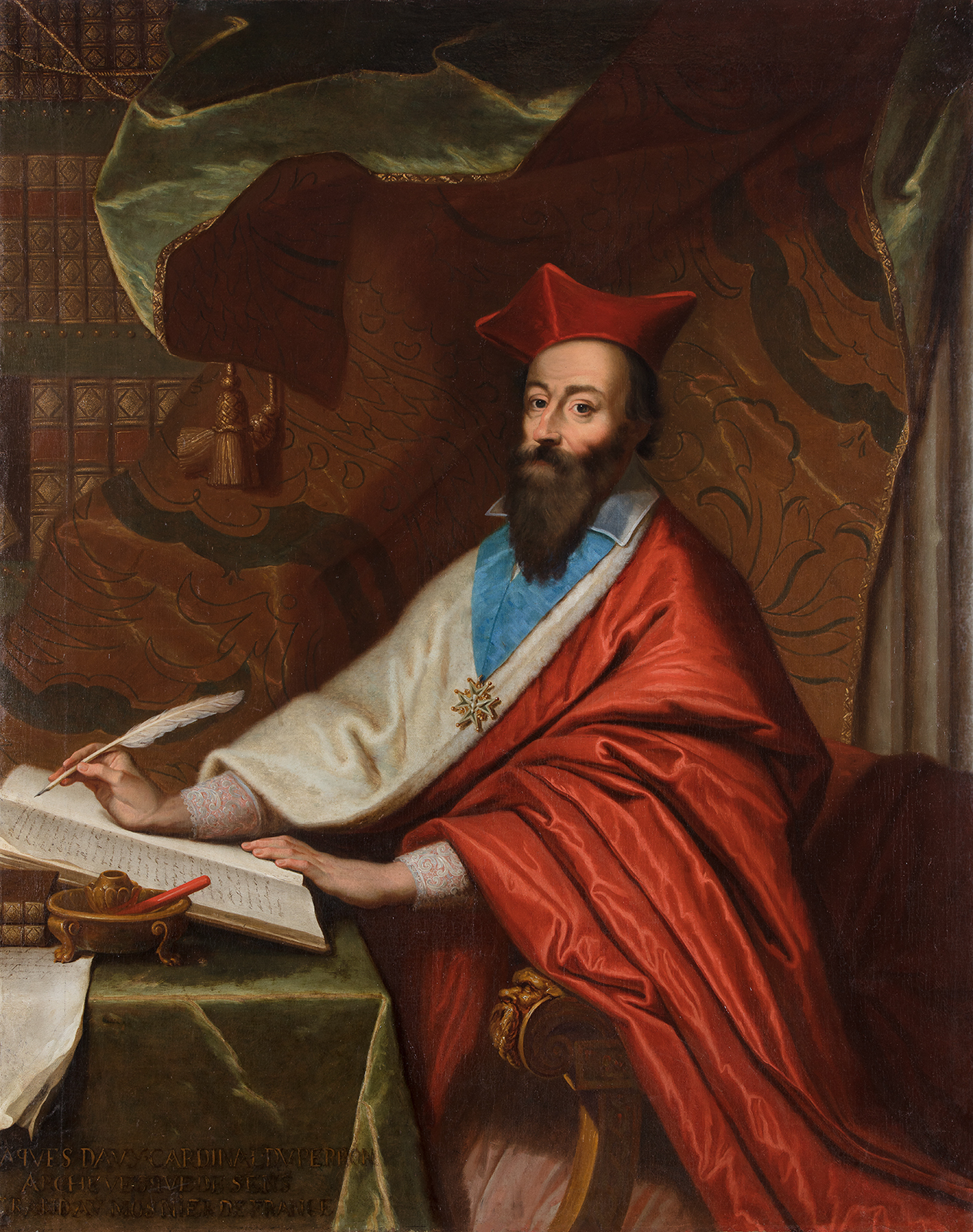
Kardinal Jacques Davy Du Perron (Gemälde der Französischen Schule, 17. Jh.)

Jacques-Davy Duperron, auch Jacques Davy Du Perron, (* 25. November 1556 in Saint-Lô; † 5. Mai 1618 in Paris) war ein französischer Kardinal, Dichter und Diplomat.

## Leben

Wappenschild des Kardinals

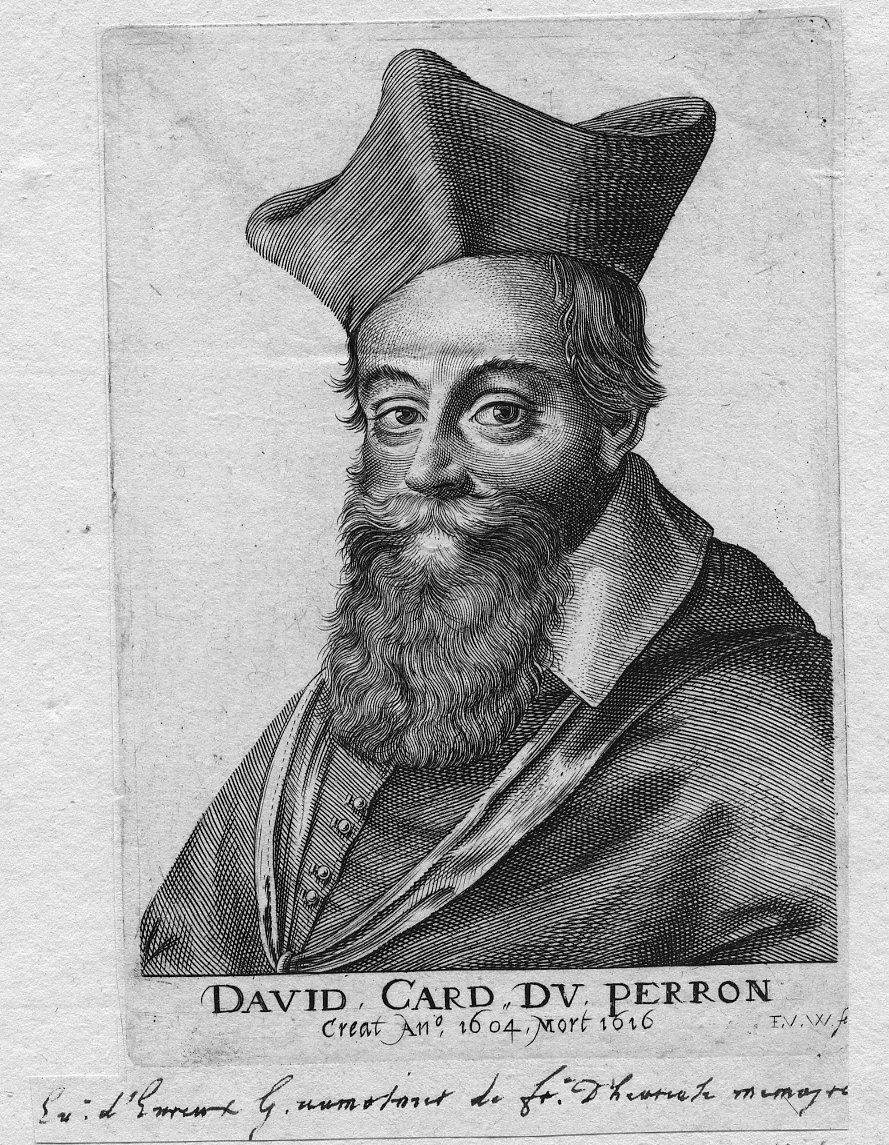
Kardinal Jacques-Davy Duperron (Stich von Frans Van Den Wijngaerde, zw. 1600 und 1679)

Er war der Sohn eines reformierten Pfarrers, der wegen seines Glaubens aus der Normandie in den Kanton Bern flüchten musste. Nach theologischen und humanistischen Studien kehrte er in die väterliche Heimat zurück und kam 1576 von dort an den Hof Heinrichs III., wo er 1577 oder 1578 zum römischen Katholizismus konvertierte. 1591 wurde er zum Bischof von Évreux ernannt, 1593 empfing er nachträglich die Priesterweihe. Die Bischofsweihe spendete ihm am 27. Dezember 1595 in Rom Kardinal François de Joyeuse, der Erzbischof von Toulouse; Mitkonsekratoren waren Guillaume d’Avançon, der Erzbischof von Embrun, und Anne d’Escars de Givry, der Bischof von Lisieux.
1606 wurde er Erzbischof von Sens, nachdem er bereits 1604 von Papst Clemens VIII. zum Kardinal erhoben worden war. Im Januar 1605 wurde er als Kardinalpriester von Sant’Agnese in Agone installiert.
Duperron übte großen Einfluss auf Heinrich IV. aus. 1600 vertrat er die katholische Seite in der Disputation von Fontainebleau gegen die Abendmahlsschrift von Philippe Duplessis-Mornay und 1610 wurde er Mitglied der Regentschaft. In den Generalständen bemühte er sich ab 1614 vergeblich um die Anerkennung der Reform- und Disziplinardekrete des Konzils von Trient.

## Werke
- Jacques Davy Du Perron: Brief discours sur quelques poinct concernans la police de l’Église et de l’État: et particulierement sur la reception du Concile de Trente & la venalité des offices. Paris 1615.